# Miha Dovžan
Miha Dovžan (* 22. Januar 1994 in Jesenice, Oberkrain) ist ein slowenischer Biathlet. Er startet seit 2015 im Weltcup und nahm bisher an acht Weltmeisterschaften sowie zwei Olympischen Spielen teil.

## Sportliche Laufbahn

### Schneller Einstieg in den Weltcup
Miha Dovžan gab sein internationales Debüt im Januar 2012 bei den Olympischen Jugendspielen und wurde 17. des Sprints, Fünfter der Verfolgung sowie 15. gemeinsam mit Eva Urevc, Anamarija Lampič und Miha Šimenc im Biathlon-Skilanglauf-Mixedwettkampf. Auch nahm er 2012 und 2013 an den Jugendweltmeisterschaften teil, wobei als beste Platzierung in Obertilliach Rang zehn im Sprint zustande kam. In der Saison 2013/14 nahm der Slowene erstmals an Rennen des IBU-Cups teil und wurde in Ridnaun unter anderem 46. des Sprints, seine ersten Ranglistenpunkte auf dieser Ebene gewann er im Winter 2014/15 als 36. und 30. in zwei Sprintrennen. Zu Beginn der Saison 2015/16 nahm Dovžan in Östersund erstmals an einem Weltcuprennen teil und verpasste im Einzel mit dem 47. Platz nur knapp erste Weltcuppunkte. Nach weiteren relativ konstanten Platzierungen wurde er schließlich auch für die Weltmeisterschaften in Oslo nominiert und erzielte mit dem 43. Platz im Einzel sein bis dahin bestes Weltcupergebnis.

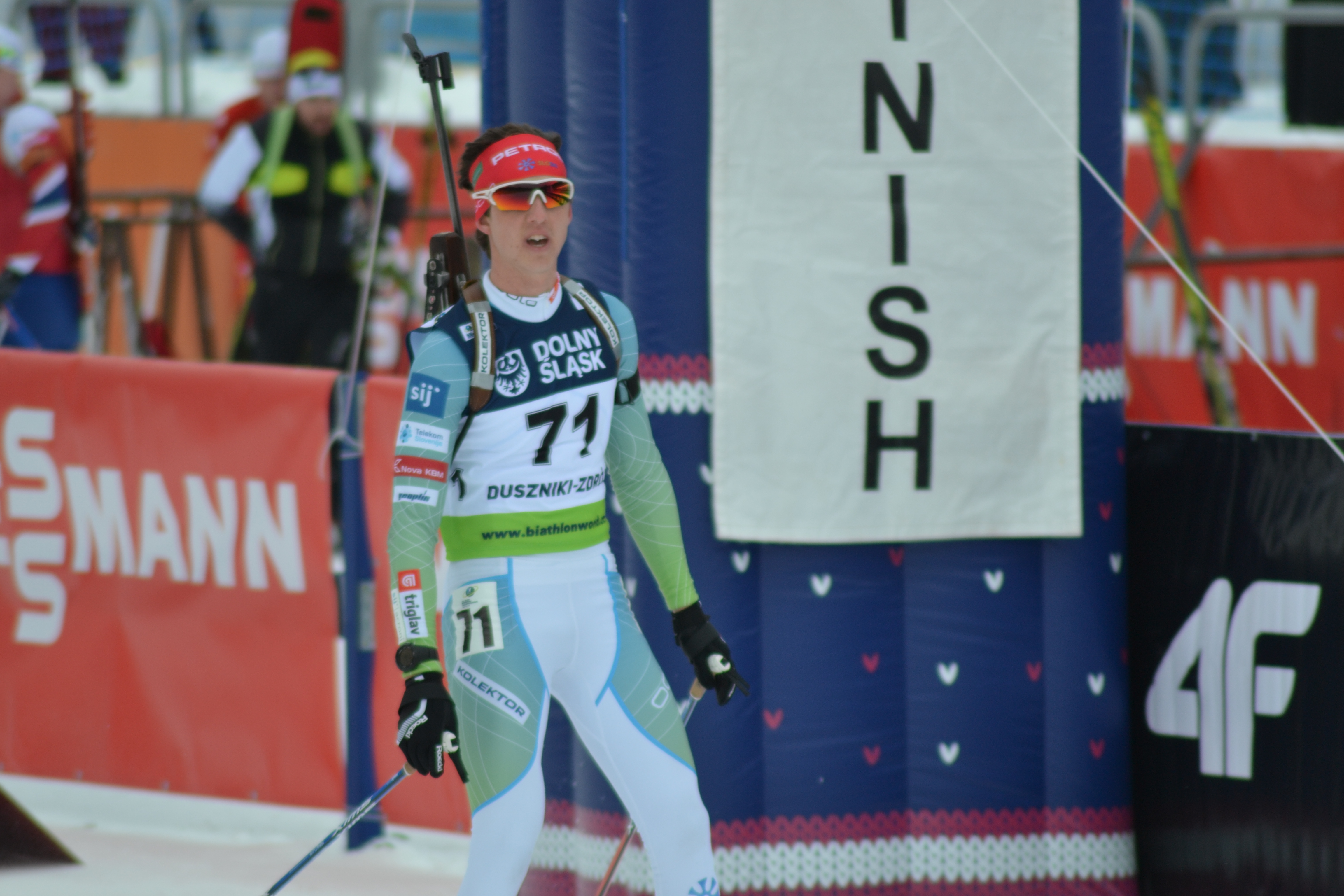
Dovžan bei den Europameisterschaften 2017

Seit 2016 gehört Dovžan dauerhaft zum slowenischen Weltcupaufgebot. Im Winter 2016/17 lief er in den Individualwettkämpfen mehrfach unter die besten 60 und gewann am Saisonende als 34. des Sprints von Oslo seine ersten Weltcuppunkte. Auch ist er seither ständiger Teil der Staffelrennen. Die Saison 2017/18 startete, mit drei Plätzen unter den besten 50 in den ersten vier Rennen, für ihn erfolgreich, und brachte ihm mit einem 40. Platz in Hochfilzen erneut Weltcuppunkte. Überraschend stark schnitt der Slowene beim Einzelrennen in Ruhpolding ab; er blieb am Schießstand fehlerfrei und belegte den 17. Platz im Einzel, womit er den Massenstart nur knapp verfehlte. Dies stellt gleichzeitig seine bisher beste Platzierung in einem Individualwettkampf dar. Auch an den Olympischen Winterspielen von Pyeongchang nahm Dovžan teil und wurde unter anderem 35. im Einzel und Zehnter mit Klemen Bauer, Mitja Drinovec und Lenart Oblak im Staffelwettkampf. Stark schnitt er im Februar 2019 ab, als er trotz eines Fehlers in Soldier Hollow 25. des Sprints wurde, im Rahmen der Weltmeisterschaften erreichte er mit Jakov Fak, Klemen Bauer und Rok Tršan einen starken fünften Rang.

### Weltcupmittelfeld und zweite Olympische Spiele
Nachdem er im Winter 2019/20 nur zweimal in die Punkteränge lief, konnte sich Dovžan in der darauffolgenden Saison deutlich verbessern. Er erzielte mit zwei 22. Plätzen bei seiner Heim-WM auf der Pokljuka-Hochebene die zweitbesten Individualresultate seiner Karriere und qualifizierte sich damit auch zum ersten Mal für einen Massenstart, den er auf dem 18. Platz abschloss. Außerdem verbesserte er sich mit der Herrenstaffel in Nové Město na Moravě bis auf den vierten Platz, wobei Rok Tršan im Zielsprint Émilien Jacquelin bezwingen konnte. Die Saison schloss er am Ende auf dem 49. Rang ab. Dovžans zweite Olympische Spiele, 2022 in Peking, endeten ähnlich wie seine ersten, beste Platzierungen wurden Position 38 im Einzel und Position elf mit der Staffel. Seit 2023 beendete der Slowene jede Saison auf dem 50. Rang der Gesamtwertung, wobei er vor allem als Startläufer der Männerstaffel immer wieder mit starken Leistungen aufzeigte. Auf der Pokljuka wurde er im Januar 2023 22. des Sprints und 26. der Verfolgung, im Jahr darauf gelangen ihm in Ruhpolding und Oslo Top-30-Plätze. Im Rahmen der Weltmeisterschaften stellte er außerdem als 17. des Einzels seine persönlich beste Platzierung auf der höchsten Wettkampfebene ein.
In der Saison 2024/25 schloss Dovžan sieben Rennen unter den besten 40 ab, darunter auch ein 23. Platz im Einzel von Kontiolahti. Mit der Männerstaffel schrammte er in Hochfilzen außerdem nur knapp an einem Podestplatz vorbei, nachdem Lovro Planko auf der Schlussrunde noch von Martin Ponsiluoma überholt worden war.

## Leistungen in den Teildisziplinen
Dovžans stärkere Teildisziplin ist das Schießen, wobei er sich in den letzten Jahren von 77,2 Prozent (in der Saison 2016/17) bis auf eine Quote von 90,5 Prozent (im Winter 2023/24) steigern konnte. Besonders sicher ist er im Liegendanschlag, der in den letzten vier Jahren bei konstant etwa 95 % Trefferquote liegt. Aufmerksamkeit bekommen auch Dovžans teils extrem zügige Schießeinlagen. Lag seine benötigte Zeit am Schießstand in der Debütsaison 2015/16 noch bei etwa 28 Sekunden, steigerte er sich auch hier massiv und war im Winter 2024/25 mit einer durchschnittlichen Zeit von 22 Sekunden – beide Anschläge zusammengerechnet – der schnellste Athlet des Feldes. Im Stehendschießen benötigte er dabei im Durchschnitt 19,6 Sekunden. Im läuferischen Bereich sind Dovžans Leistungen weniger auffällig und liegen über dem Median; sein bester Wert datiert aus der Saison 2022/23, als er etwa 1,3 Prozent langsamer als der durchschnittliche Athlet war.

## Persönliches

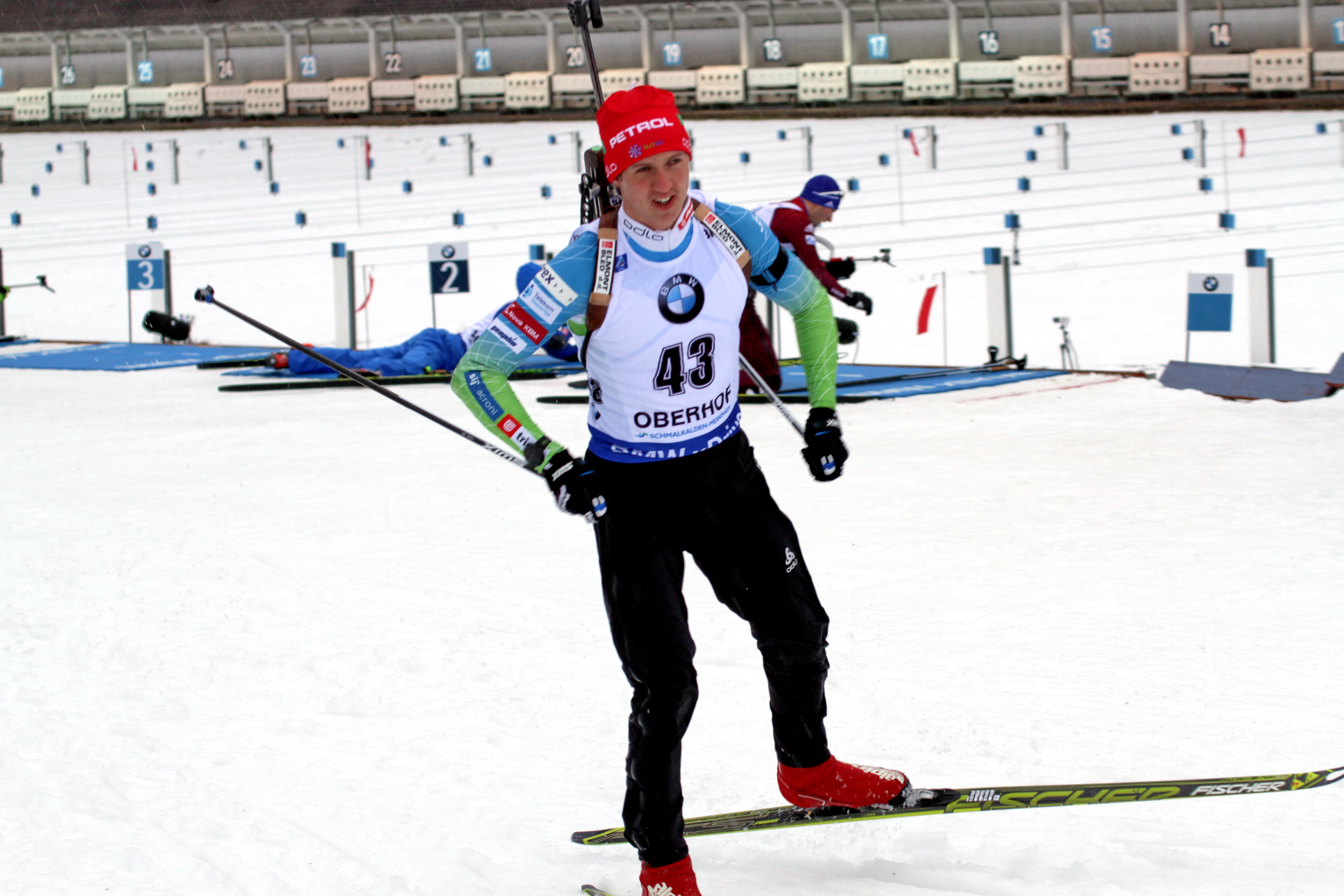
Dovžan 2018 in Oberhof

Dovžan stammt aus Spodnje Gorje im Nordwesten Sloweniens. Er hat mit seiner langjährigen Lebensgefährtin eine 2023 geborene Tochter.

## Statistiken

### Weltcupplatzierungen
Die Tabelle zeigt alle Platzierungen (je nach Austragungsjahr einschließlich Olympische Spiele und Weltmeisterschaften).
- 1.–3. Platz: Anzahl der Podiumsplatzierungen
- Top 10: Anzahl der Platzierungen unter den ersten zehn (einschließlich Podium)
- Punkteränge: Anzahl der Platzierungen innerhalb der Punkteränge (einschließlich Podium und Top 10)
- Starts: Anzahl gelaufener Rennen in der jeweiligen Disziplin
- Staffel: inklusive Mixed- und Single-Mixed-Staffeln

| Platzierung               | Einzel | Sprint | Verfolgung | Massenstart | Staffel | Gesamt |
| ------------------------- | ------ | ------ | ---------- | ----------- | ------- | ------ |
| 1. Platz                  |        |        |            |             |         |        |
| 2. Platz                  |        |        |            |             |         |        |
| 3. Platz                  |        |        |            |             |         |        |
| Top 10                    |        |        |            |             | 28      | 28     |
| Punkteränge               | 11     | 16     | 16         | 1           | 68      | 112    |
| Starts                    | 27     | 79     | 34         | 1           | 68      | 209    |
| Stand: Saisonende 2024/25 |        |        |            |             |         |        |

### Weltcupwertungen
Ergebnisse bei Biathlon-Weltcups (Disziplinen- und Gesamtweltcup) gemäß Punktesystem:
| Saison  | Einzel | Einzel | Sprint | Sprint | Verfolgung | Verfolgung | Massenstart | Massenstart | Gesamt | Gesamt |
| Saison  | Platz  | Punkte | Platz  | Punkte | Platz      | Punkte     | Platz       | Punkte      | Platz  | Punkte |
| ------- | ------ | ------ | ------ | ------ | ---------- | ---------- | ----------- | ----------- | ------ | ------ |
| 2016/17 | –      | –      | 81.    | 7      | –          | –          | –           | –           | 97.    | 7      |
| 2017/18 | 30.    | 24     | 79.    | 8      | 74.        | 4          | –           | –           | 65.    | 36     |
| 2018/19 | –      | –      | 67.    | 16     | 77.        | 3          | –           | –           | 80.    | 19     |
| 2019/20 | –      | –      | –      | –      | 58.        | 13         | –           | –           | 83.    | 13     |
| 2020/21 | 44.    | 19     | 57.    | 26     | 38.        | 45         | 41.         | 23          | 47.    | 113    |
| 2021/22 | 45.    | 13     | 82.    | 10     | 78.        | 3          | –           | –           | 80.    | 26     |
| 2022/23 | 47.    | 16     | 52.    | 22     | 44.        | 32         | –           | –           | 50.    | 70     |
| 2023/24 | 26.    | 36     | 66.    | 5      | 51.        | 20         | –           | –           | 50.    | 61     |
| 2024/25 | 31.    | 34     | 53.    | 20     | 55.        | 18         | –           | –           | 50.    | 72     |

### Olympische Winterspiele
Ergebnisse bei Olympischen Winterspielen:
|                                             | Einzelwettbewerbe | Einzelwettbewerbe | Einzelwettbewerbe | Einzelwettbewerbe | Staffelwettbewerbe | Staffelwettbewerbe |
| Einzel                                      | Sprint            | Verfolgung        | Massenstart       | Männerstaffel     | Mixedstaffel       |                    |
| ------------------------------------------- | ----------------- | ----------------- | ----------------- | ----------------- | ------------------ | ------------------ |
| Olympische Winterspiele 2018 \| Pyeongchang | 35.               | 53.               | 59.               | –                 | 10.                | –                  |
| Olympische Winterspiele 2022 \| Peking      | 38.               | 62.               | –                 | –                 | 11.                | 20.                |

### Weltmeisterschaften

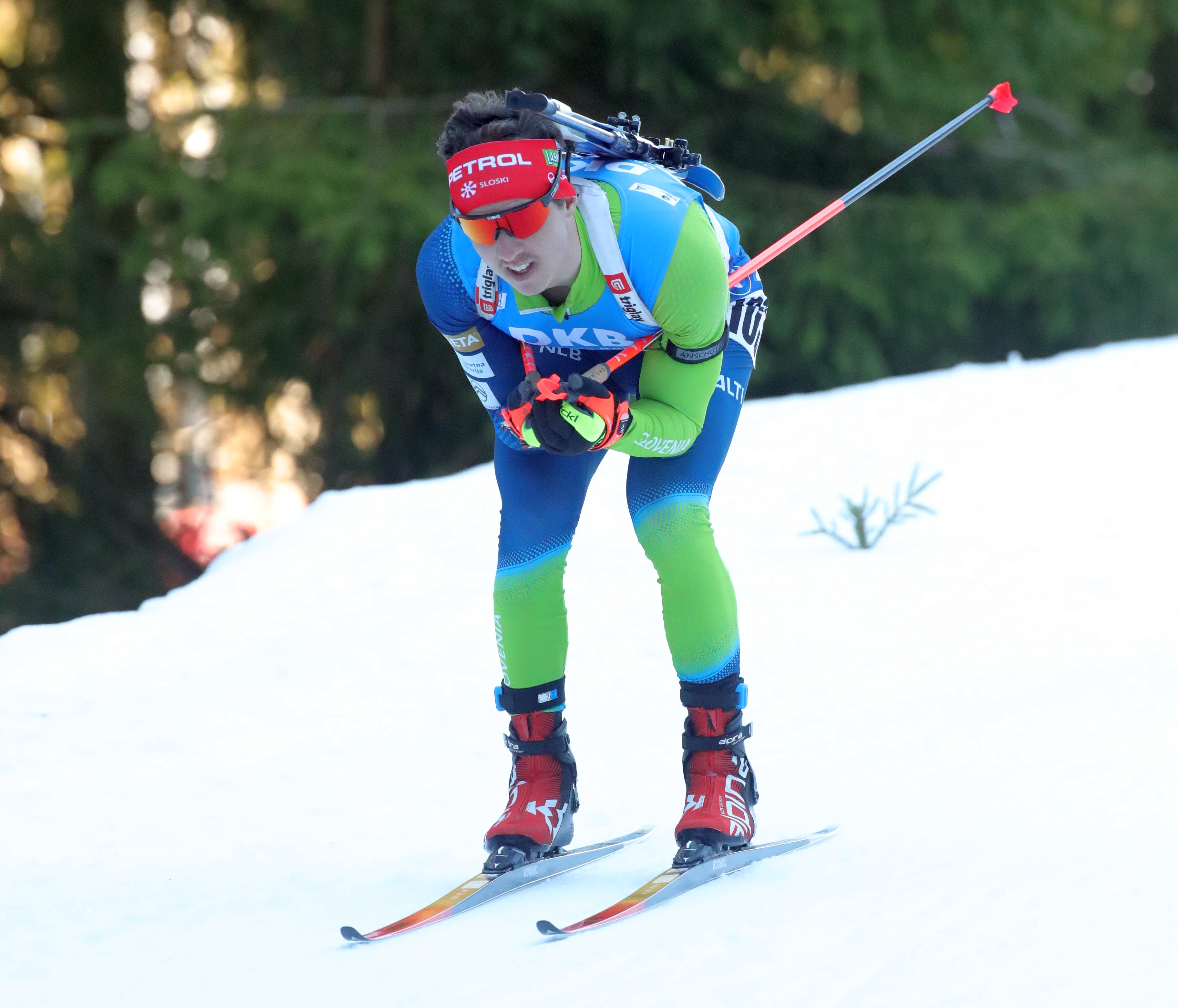
Dovžan während des Einzelrennens bei der WM 2023 in Oberhof

Ergebnisse bei Weltmeisterschaften:
| Weltmeisterschaften | Weltmeisterschaften | Einzelwettbewerbe | Einzelwettbewerbe | Einzelwettbewerbe | Einzelwettbewerbe | Staffelwettbewerbe | Staffelwettbewerbe | Staffelwettbewerbe |
| Jahr                | Ort                 | Einzel            | Sprint            | Verfolgung        | Massenstart       | Männerstaffel      | Mixedstaffel       | S.-M.-Staffel      |
| ------------------- | ------------------- | ----------------- | ----------------- | ----------------- | ----------------- | ------------------ | ------------------ | ------------------ |
| 2016                | Oslo                | 43.               | 71.               | –                 | –                 | 17.                | –                  | nicht ausgetragen  |
| 2017                | Hochfilzen          | 50.               | 64.               | –                 | –                 | 18.                | 18.                | nicht ausgetragen  |
| 2019                | Östersund           | 71.               | 62.               | –                 | –                 | 5.                 | 25.                | –                  |
| 2020                | Antholz             | 64.               | 63.               | –                 | –                 | 5.                 | –                  | –                  |
| 2021                | Pokljuka            | 22.               | 24.               | 22.               | 18.               | 8.                 | –                  | –                  |
| 2023                | Oberhof             | 46.               | –                 | –                 | –                 | 9.                 | 12.                | –                  |
| 2024                | Nové Město          | 17.               | 65.               | –                 | –                 | 11.                | 9.                 | –                  |
| 2025                | Lenzerheide         | 38.               | 61.               | –                 | –                 | 13.                | –                  | –                  |

### Jugend-/Juniorenweltmeisterschaften
Dovžan nahm bis 2013 an den Jugend-, ab 2014 an den Juniorenwettkämpfen teil.
| Weltmeisterschaften | Weltmeisterschaften | Einzelwettbewerbe | Einzelwettbewerbe | Einzelwettbewerbe | Männerstaffel |
| Jahr                | Ort                 | Einzel            | Sprint            | Verfolgung        | Männerstaffel |
| ------------------- | ------------------- | ----------------- | ----------------- | ----------------- | ------------- |
| 2012                | Kontiolahti         | 66.               | 71.               | –                 | 13.           |
| 2013                | Obertilliach        | 35.               | 10.               | 14.               | 11.           |
| 2014                | Presque Isle        | 36.               | 20.               | 13.               | –             |
| 2015                | Minsk               | 39.               | 19.               | 24.               | –             |